# Krisko
Krisko (in bulgaro Криско?), pseudonimo di Kristian Radoslavov Talev (in bulgaro Кристиан Радославов Талев?; Sofia, 11 maggio 1988), è un rapper e cantante bulgaro.

## Biografia
Krisko ha ottenuto la sua prima top ten nella hit parade radiofonica della Prophon con Bazooka, uscita nel 2017. Ha poi piazzato sia Gledaj kak se pravi (2018) che Da ili ne (2019) al 6º posto della graduatoria bulgara. Iskam da băda s teb (2018), invece, si è fermato alla 2ª posizione.
Nel settembre 2023 viene pubblicato Hameleon, album in studio d'esordio e disco successore della raccolta Krisko 2007-2009. Nel marzo 2025 ha radunato 15 000 persone in concerto presso l'Arena Armeec per due serate di fila.

## Discografia

### Album in studio
- 2023 – Hameleon

### EP
- 2012 – Krisko Beats

### Raccolte
- 2023 – Krisko 2007-2009

### Singoli
- 2012 – Ne dălža ništo
- 2013 – Ministărăt na veselieto (feat. Lora Karadžova & Bobo)
- 2013 – Drop Some
- 2013 – Ideal Petroff
- 2014 – Vidimo dovolin (con Marija Ilieva)
- 2014 – Horata hovorjat
- 2014 – Bilo kvot bilo
- 2015 – Šapka ti svaljam (feat. Nenčo Balabanov)
- 2015 – Zlatnite momčeta (feat. Dim4ou)
- 2016 – Nazdrave
- 2016 – Dali tova ljubov e
- 2016 – #OET
- 2017 – Loš ili dobăr
- 2017 – Bazooka
- 2017 – Geroi (feat. Pavell & Venci Venc')
- 2018 – Murdai (feat. Dim & Boro Parvi)
- 2018 – Gledaj kak se pravi (con Slavi Trifonov)
- 2018 – Iskam da băda s teb (feat. Tita)
- 2019 – Kakvo be (feat. Virgo)
- 2019 – Afterman (feat. Dim4ou & Boro Purvi)
- 2019 – Nezamenim
- 2019 – Da ili ne
- 2019 – Gorilla (con i 2Bona)
- 2019 – Blagodarja ti
- 2019 – Dni i nošti
- 2019 – Krasivi lăži (con Galena)
- 2020 – Hubavo ti beše
- 2020 – Kavala kjuček (con Galena)
- 2020 – Grešna si (feat. Toni Storaro)
- 2021 – Balenciaga kuček
- 2021 – Trăpkata (con Galena)
- 2021 – Nove pare (con Koby)
- 2022 – Diskotekite sa naši
- 2022 – Bjala roza (con Boro Purvi)
- 2022 – Zelena Svetlina (con i 2Bona)
- 2022 – Nomer edno (con Sofi Marinova)
- 2022 – Takova ludo kato teb
- 2023 – Neposlušen (con Konstantin)
- 2024 – Tuka tuka
- 2024 – Otkačalki (con Virgo e Boro Purvi e/o Ilian Boyd, Dim4ou e Atanas Kolev)
- 2024 – Dve planeti

## Filmografia
- Počivkata, regia di Dimităr Kirjazov (2024)